# Ms. Olympia
Ms. Olympia är en kroppsbyggartävling för kvinnor, organiserad av Internationella Bodybuildingförbundet (IFBB). Tävlingen hölls första gången 1980. Tävlingen avslutades 2014. 2020 annonserades det att tävlingen är igen aktiv.
Vid tävlingen år 2000 infördes viktklasser. Ingen helhetsvinnare korades 2000, men år 2001 infördes att de två vinnarna från lätt- och tungvikt fick göra en så kallad posedown mot varandra för att utse en helhets-vinnare. År 2005 togs viktklasserna bort från tävlingen. Iris Kyle leder vinststatistiken med sina 9 vinster, Lenda Murray 2:a (8 vinster), Cory Everson 3:a (6 vinster), samt Kim Chizevsky och Andrea Shaw delad 4:a (4 vinster).
Iris Kyle vann sin nionde Ms Olympia titel 2013 och blev således den första som vunnit nio Olympia titlar sammantaget både för män och kvinnor.

## Vinnare
| År   | Övergripande                            | Tungvikt                        | Lättvikt                       | Mötesplats                                                                               |
| ---- | --------------------------------------- | ------------------------------- | ------------------------------ | ---------------------------------------------------------------------------------------- |
| 1980 | Rakel McLish                            |                                 |                                | Philadelphia, U.S.                                                                       |
| 1981 | Ritva Elomaa                            | Philadelphia, U.S.              |                                |                                                                                          |
| 1982 | Rakel McLish                            | Atlantic City, New Jersey, U.S. |                                |                                                                                          |
| 1983 | Carla Dunlap                            | Warminster, Pennsylvania, U.S.  |                                |                                                                                          |
| 1984 | Corinna Everson                         | Montreal, Kanada                |                                |                                                                                          |
| 1985 | Corinna Everson                         | New York, U.S.                  |                                |                                                                                          |
| 1986 | Corinna Everson                         | New York, U.S.                  |                                |                                                                                          |
| 1987 | Corinna Everson                         | New York, U.S.                  |                                |                                                                                          |
| 1988 | Corinna Everson                         | New York, U.S.                  |                                |                                                                                          |
| 1989 | Corinna Everson                         | New York, U.S.                  |                                |                                                                                          |
| 1990 | Lenda Murray                            | New York, U.S.                  |                                |                                                                                          |
| 1991 | Lenda Murray                            | Los Angeles, U.S.               |                                |                                                                                          |
| 1992 | Lenda Murray                            | Chicago, U.S.                   |                                |                                                                                          |
| 1993 | Lenda Murray                            | New York, U.S.                  |                                |                                                                                          |
| 1994 | Lenda Murray                            | Atlanta, U.S.                   |                                |                                                                                          |
| 1995 | Lenda Murray                            | Atlanta, U.S.                   |                                |                                                                                          |
| 1996 | Kim Chizevsky-Nicholls                  | Chicago, U.S.                   |                                |                                                                                          |
| 1997 | Kim Chizevsky-Nicholls                  | New York, U.S.                  |                                |                                                                                          |
| 1998 | Kim Chizevsky-Nicholls                  | Prague, Tjeckien                |                                |                                                                                          |
| 1999 | Kim Chizevsky-Nicholls                  | Secaucus, New Jersey, U.S.      |                                |                                                                                          |
| 2000 | Övergripande kategori som inte innehas. | Valen Chepiga                   | Andrulla Blanchette            | Mandalay Bay Arena, Paradise, U.S.                                                       |
| 2001 | Juliette Bergmann                       | Iris Kyle                       | Juliette Bergmann              | Mandalay Bay Arena, Paradise, U.S.                                                       |
| 2002 | Lenda Murray                            | Lenda Murray                    | Juliette Bergmann              | Mandalay Bay Arena, Paradise, U.S.                                                       |
| 2003 | Lenda Murray                            | Lenda Murray                    | Juliette Bergmann              | Mandalay Bay Arena, Paradise, U.S.                                                       |
| 2004 | Iris Kyle                               | Iris Kyle                       | Dayana Cadeau                  | Mandalay Bay Arena, Paradise, U.S.                                                       |
| 2005 | Yaxeni Oriquen-Garcia                   | Tungvikt kategori inte hållas.  | Ljusvikt kategori inte hållas. | Las Vegas Convention Center, Winchester, US The Orleans Hotel and Casino, Paradise, U.S. |
| 2006 | Iris Kyle                               | Tungvikt kategori inte hållas.  | Ljusvikt kategori inte hållas. | Las Vegas Convention Center, Winchester, US Orleans Hotel and Casino, Paradise, U.S.     |
| 2007 | Iris Kyle                               | Tungvikt kategori inte hållas.  | Ljusvikt kategori inte hållas. | Las Vegas Convention Center, Winchester, US Orleans Hotel and Casino, Paradise, U.S.     |
| 2008 | Iris Kyle                               | Tungvikt kategori inte hållas.  | Ljusvikt kategori inte hållas. | Las Vegas Convention Center, Winchester, US Orleans Hotel and Casino, Paradise, U.S.     |
| 2009 | Iris Kyle                               | Tungvikt kategori inte hållas.  | Ljusvikt kategori inte hållas. | Las Vegas Convention Center, Winchester, US Orleans Hotel and Casino, Paradise, U.S.     |
| 2010 | Iris Kyle                               | Tungvikt kategori inte hållas.  | Ljusvikt kategori inte hållas. | Las Vegas Convention Center, Winchester, US Orleans Hotel and Casino, Paradise, U.S.     |
| 2011 | Iris Kyle                               | Tungvikt kategori inte hållas.  | Ljusvikt kategori inte hållas. | Las Vegas Convention Center, Winchester, US Orleans Hotel and Casino, Paradise, U.S.     |
| 2012 | Iris Kyle                               | Tungvikt kategori inte hållas.  | Ljusvikt kategori inte hållas. | Las Vegas Convention Center, Winchester, US Orleans Hotel and Casino, Paradise, U.S.     |
| 2013 | Iris Kyle                               | Tungvikt kategori inte hållas.  | Ljusvikt kategori inte hållas. | Las Vegas Convention Center, Winchester, US Orleans Hotel and Casino, Paradise, U.S.     |
| 2014 | Iris Kyle                               | Tungvikt kategori inte hållas.  | Ljusvikt kategori inte hållas. | Las Vegas Convention Center, Winchester, US Orleans Hotel and Casino, Paradise, U.S.     |
| 2020 | Andrea Shaw                             |                                 |                                |                                                                                          |
| 2021 | Andrea Shaw                             |                                 |                                |                                                                                          |
| 2022 | Andrea Shaw                             |                                 |                                |                                                                                          |
| 2023 | Andrea Shaw                             |                                 |                                |                                                                                          |

| Rankning | Ms Olympia mästare     | År (s)                                                                                          | Antal segrar | Antal segrar | Antal segrar |
| Rankning | Ms Olympia mästare     | År (s)                                                                                          | Övergripande | Tungvikt     | Lättvikt     |
| -------- | ---------------------- | ----------------------------------------------------------------------------------------------- | ------------ | ------------ | ------------ |
| 1.       | Iris Kyle              | 2001 (tunga), 2004 (totalt och tunga), 2006, 2007, 2008, 2009, 2010, 2011, 2012, 2013, och 2014 | 10           | 2            | 0            |
| 2.       | Lenda Murray           | 1990, 1991, 1992, 1993, 1994, 1995, 2002 (totalt & tjockt), och 2003 (totalt & tjockt)          | 8            | 2            | 0            |
| 3.       | Corinna Everson        | 1984, 1985, 1986, 1987, 1988, och 1989                                                          | 6            | 0            | 0            |
| 4.       | Kim Chizevsky-Nicholls | 1996, 1997, 1998, och 1999                                                                      | 4            | 0            | 0            |
| 5.       | Rakel McLish           | 1980 och 1982                                                                                   | 2            | 0            | 0            |
| 6.       | Juliette Bergmann      | 2001 (totalt och lätt), 2002 (lätt), och 2003 (lätt)                                            | 1            | 0            | 3            |
| 7.       | Ritva Elomaa           | 1981                                                                                            | 1            | 0            | 0            |
| 7.       | Carla Dunlap           | 1983                                                                                            | 1            | 0            | 0            |
| 7.       | Yaxeni Oriquen-Garcia  | 2005                                                                                            | 1            | 0            | 0            |
| 8.       | Valen Chepiga          | 2000 (tungvikt)                                                                                 | 0            | 1            | 0            |
| 8.       | Andrulla Blanchette    | 2000 (lätt)                                                                                     | 0            | 0            | 1            |
| 8.       | Dayana Cadeau          | 2004 (lätt)                                                                                     | 0            | 0            | 1            |

| Rankning | Ms Olympia mästare     | År (s)                                                                                 | Antal av i följd segrar | Antal av i följd segrar | Antal av i följd segrar |
| Rankning | Ms Olympia mästare     | År (s)                                                                                 | Övergripande            | Tungvikt                | Lättvikt                |
| -------- | ---------------------- | -------------------------------------------------------------------------------------- | ----------------------- | ----------------------- | ----------------------- |
| 1.       | Iris Kyle              | 2006, 2007, 2008, 2009, 2010, 2011, 2012, 2013, och 2014                               | 9                       | 0                       | 0                       |
| 2.       | Lenda Murray           | 1990, 1991, 1992, 1993, 1994, 1995, 2002 (totalt & tjockt), och 2003 (totalt & tjockt) | 8                       | 2                       | 0                       |
| 3.       | Corinna Everson        | 1984, 1985, 1986, 1987, 1988, och 1989                                                 | 6                       | 0                       | 0                       |
| 4.       | Kim Chizevsky-Nicholls | 1996, 1997, 1998, och 1999                                                             | 4                       | 0                       | 0                       |
| 5.       | Rakel McLish           | 1980 och 1982                                                                          | 2                       | 0                       | 0                       |
| 6.       | Juliette Bergmann      | 2001 (lätt), 2002 (lätt), och 2003 (lätt)                                              | 0                       | 0                       | 3                       |